# Тысячелистник щетинистый
Тысячели́стник щети́нистый (лат. Achilléa setácea) — вид многолетних травянистых растений рода Тысячелистник (Achillea) семейства Астровые, или Сложноцветные (Asteraceae)

## Ботаническое описание
Растение высотой 20—70 см с тонким, ползучим разветвлённым корневищем. Стебли немногочисленные прямостоячие, восходящие от основания. Все части растения имеют густое опушение, образованное тонкими и длинными волосками, отчего нижняя часть стеблей шерстисто-мохнатая.
В нижней части растения листья на черешках, выше — сидячие.
Цветки собраны в корзинки.
Число хромосом 2n=18.

## Распространение
Растение распространено на территории Европы, Средиземноморья, Малой и Средней Азии, в Иране. В России произрастает в некоторых районах Сибири и на Алтае.
Встречается на лугах, по песчаным берегам рек, на каменистых склонах.

## Ботаническая классификация

### Таксономия[2]
Achillea setacea Waldst. & Kit., 1802, Descr. Icon. Pl. Hung. 1: 82
Вид Тысячелистник щетинистый относится к роду Тысячелистник семействa Астровые (Asteraceae) порядка Астроцветные (Asterales). Кладограмма в соответствии с Системой APG IV по состоянию на июнь 2023 года:
|  |                                      |  |                                   |                                   |                    |  | ещё 10 семейств | ещё 10 семейств |                          |  |  |  | еще 182 подтвержденных и 182 в статусе "непроверенных" видов и инфравидовых таксонов |
|  |                                      |  |                                   |                                   |                    |  | ещё 10 семейств | ещё 10 семейств |                          |  |  |  | еще 182 подтвержденных и 182 в статусе "непроверенных" видов и инфравидовых таксонов |
|  |                                      |  |                                   | порядок Астроцветные              |                    |  |                 |                 | род Тысячелистник        |  |  |  |                                                                                      |
|  |                                      |  |                                   | порядок Астроцветные              |                    |  |                 |                 | род Тысячелистник        |  |  |  |                                                                                      |
|  | отдел Цветковые, или Покрытосеменные |  |                                   |                                   | семейство Астровые |  |                 |                 | Тысячелистник щетинистый |  |  |  |                                                                                      |
|  | отдел Цветковые, или Покрытосеменные |  |                                   |                                   | семейство Астровые |  |                 |                 |                          |  |  |  |                                                                                      |
|  |                                      |  | ещё 63 порядка цветковых растений | ещё 63 порядка цветковых растений |                    |  |                 | ещё 1804 рода   | ещё 1804 рода            |  |  |  |                                                                                      |
|  |                                      |  |                                   | ещё 63 порядка цветковых растений |                    |  |                 |                 | ещё 1804 рода            |  |  |  |                                                                                      |

### Синонимы
- Achillea collina  Schur ex Nyman
- Achillea crustata  Schur
- Achillea millefolium subsp. setacea  (Waldst.  &   Kit.) Čelak.
- Achillea millefolium var. setacea  (Waldst.  &   Kit.) W.D.J.Koch
- Achillea odorata  Wulfen
- Achillea punctata  Ten.
- Achillea salina  Schur
- Achillea setacea subsp. dolopica  Freyn  &   Sint.
- Achillea setacea var. brevifolia  Rochel
- Achillea setacea var. salina  Schur
- Millefolium setaceum  Fourr.